# Marie-Louise Leus
Marie-Louise Leus (* 25. November 1948 in Basel) ist eine Schweizer Malerin, Zeichnerin und Objektkünstlerin.

## Werk
Marie-Louise Leus besuchte von 1974 bis 1977 die Malklasse bei Franz Fedier an der Schule für Gestaltung Basel. Ihre Werke stellte sie in zahlreichen Einzel- und Gruppenausstellungen aus. Sie erhielt verschiedene Werkbeiträge und der Kunstkredit Basel-Stadt erwarb Werke von ihr.